# プレーテープ
プレーテープ（PlayTape）とは、米国で1966年に開発・規格化された音楽用小型エンドレスカートリッジ及び再生機器である。

## 概要
コンパクトカセットよりやや小さめのケースに1/8インチ幅2トラック構成の音声用テープを収納しており、再生装置はポータブル型が大半を占める。日本では70年頃より東京芝浦電気（現・東芝）からラジオ付きの再生機を発売、国内オリジナルの音楽ソフトも提供された。しかし多くのカートリッジは4曲しか収録しておらず、4トラックや8トラックカートリッジに到底太刀打ちできるものではなかった。他社の参入もなく数年と経たずに市場から駆逐されてしまったため、4トラックカートリッジや後述するハイパックより更に日本国内の知名度は高くない。

## 補足
パイオニアが1971年に開発・製品化したハイパックは、プレーテープと同じカートリッジを使用しているがテープ幅・トラック数が異なり互換性はない。テープ幅の広いハイパックをプレーテープ用の機器で再生してはならない。